# بيتر ألين (صحفي)
بيتر ألين (بالإنجليزية: Peter Allen)‏ هو صحفي بريطاني، ولد في 4 فبراير 1946 في روتشفورد ‏ في المملكة المتحدة.